# Stictocephala bisonia
Stictocephala bisonia of buffelcicade is een halfvleugelig insect uit de familie bochelcicaden (Membracidae). De soort werd voor het eerst beschreven door Dennis D. Kopp & Thomas R. Yonke in 1977.

## Uiterlijke kenmerken
De cicade wordt in andere talen wel 'bizoncicade' genoemd, vaak vertaald als 'buffalocicade', vanwege de bolle rugzijde en twee doornachtige uitsteeksels aan de weerszijden van de voorzijde van het lichaam wat enigszins aan een bizon doet denken. De cicade bereikt een lichaamslengte van ongeveer acht tot tien millimeter. De lichaamskleur is lichtgroen, het lichaam is sterk gewelfd. Van de bovenzijde bezien is het lichaam driehoekig van vorm. De voorzijde van het lichaam is frontaal afgeplat, de achterzijde van het lichaam is zijwaarts afgeplat. De voorvleugelranden aan de bovenzijde zijn bruin van kleur. De randen langs de frontale afplatting aan weerszijden van de kop hebben een gele tot bruine kleur. Aan weerszijden van de kop is een stekeltje aanwezig dat donkerder tot zwart van kleur is.

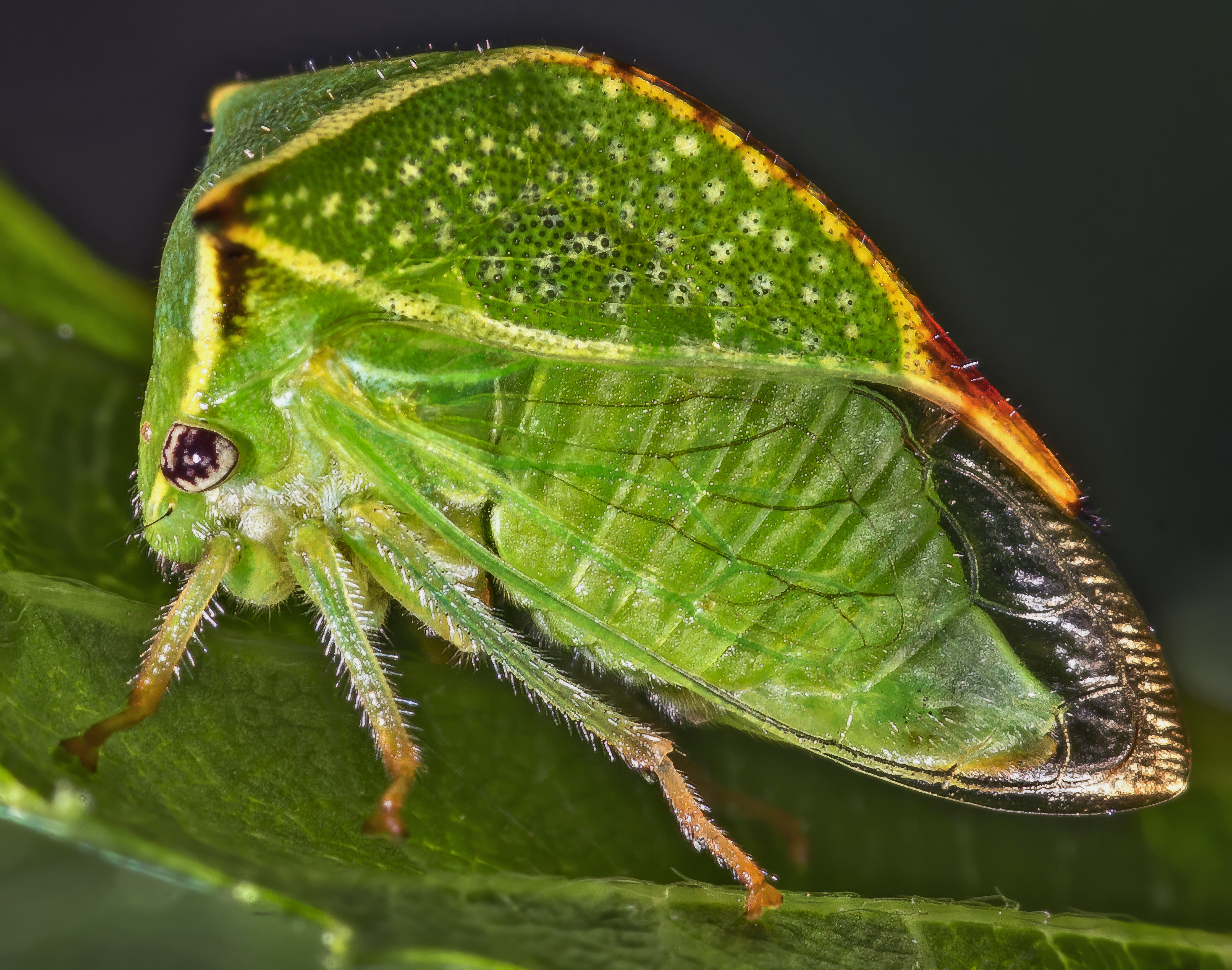
Stictocephala bisonia Zijaanzicht
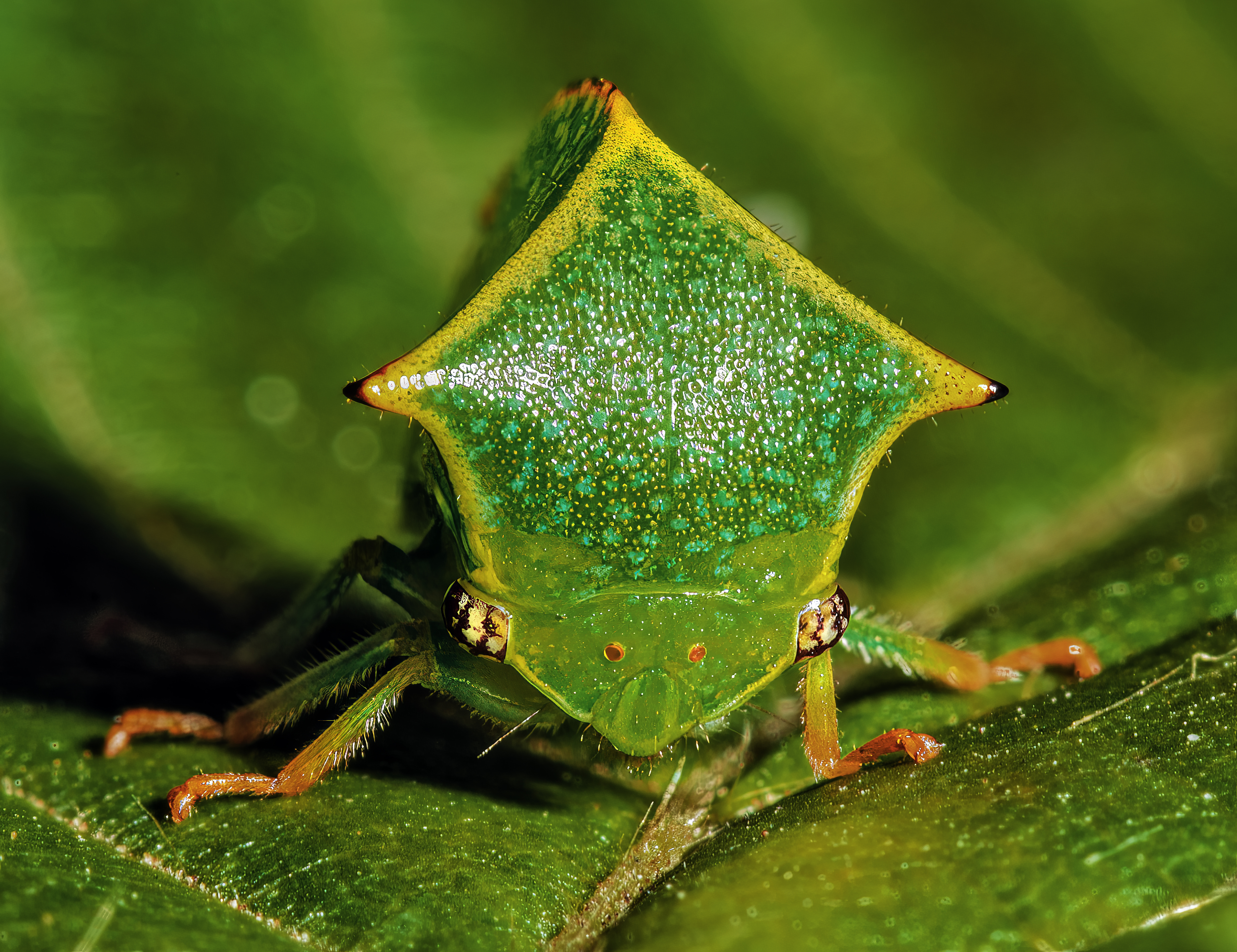
Gezichtsweergave
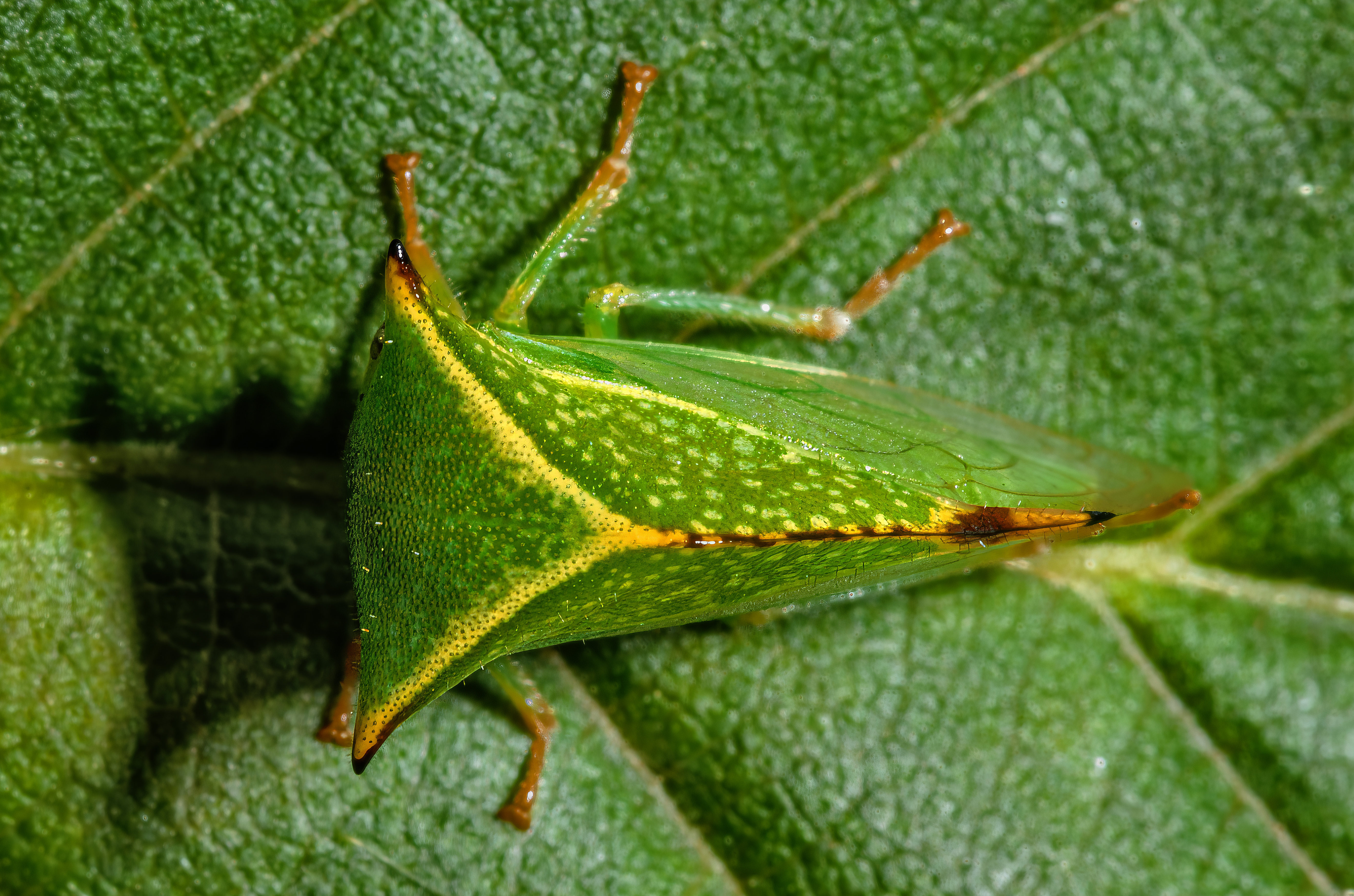
Dorsaal aanzicht

## Verspreidingsgebied
De buffelcicade komt van nature voor in delen van Noord-Amerika. Net als andere insecten is de cicade ingevoerd met ladingen planten en heeft zich aan het begin van de twintigste eeuw gevestigd in Europa. De cicade werd voor het eerst aangetroffen in Hongarije in 1912. In België werd deze bochelcicade in 1987 aangetroffen en sinds 2003 is de soort in Nederland bekend. De cicade wordt beschouwd als een exoot.